# The Lie (film, 1918)
Pour les articles homonymes, voir The Lie.
Pour plus de détails, voir Fiche technique et Distribution.
The Lie est un film muet américain réalisé par J. Searle Dawley, sorti en 1918.

## Fiche technique
- Titre original : The Lie
- Réalisation : J. Searle Dawley
- Scénario : Charles Maigne, d'après une pièce d'Henry Arthur Jones
- Photographie : H. Lyman Broening
- Production : Adolph Zukor
- Société de production : Famous Players Film Company
- Pays de production :  États-Unis
- Langue originale : Anglais
- Format : Noir et blanc — 35 mm — 1,33:1- Film muet
- Genre : Film dramatique
- Durée : 50 minutes
- Date de sortie : 
  - États-Unis : 14 avril 1918

## Distribution
- Elsie Ferguson : Elinor Shale
- David Powell : Gerald Forster
- John L. Shine : Sir Robert Shale
- Percy Marmont : Nol Dibdin
- Charles Sutton : Hamp
- Bertha Kent : Gibbard
- Maude Turner Gordon : Lady Beachworth
- Betty Howe : Lucy Shale